# Шерстнёв, Юрий Борисович
Юрий Борисович Шерстнёв (24 апреля 1941, Москва — 12 мая 2017, там же) — советский и российский актёр театра и кино. Заслуженный артист РСФСР (1985).

## Биография
Юрий Шерстнёв родился 24 апреля 1941 года в Москве в семье военного. Отец, Шерстнёв Борис Илларионович, погиб под Сталинградом в 1942 году. Во время войны семья была эвакуирована в Самарканд (Узбекская ССР), затем мать вместе с сыном переехала в село Юкаменское в Удмуртии. После войны семья вернулась в Москву, в Большой Новинский переулок (ныне Новый Арбат). Учился в школе № 637.
В 1963 году окончил школу-студию МХАТ (курс В. К. Монюкова). Служил в театре им. Станиславского, театре-студии «Сфера», Театре на Перовской. Был занят в спектаклях Центра драматургии и режиссуры п/р А. Казанцева и М. Рощина. Яркий исполнитель отрицательных ролей в кино.
Всерьёз увлекался музыкой — играл на трубе, гитаре, саксофоне, тромбоне, барабане и губной гармонике. Ремонтировал старые музыкальные инструменты.
Страдал хронической обструктивной болезнью лёгких (ХОБЛ), из-за которой последние четыре года жизни был практически прикован к постели. Обращался за финансовой помощью для приобретения концентратора кислорода, необходимого для дыхания; почти утратил зрение. Ушёл из жизни 12 мая 2017 года от осложнения на фоне болезни. Похоронен на Борисовском кладбище (уч. 2).

## Семья
- 1-я жена — Ковалевская Марина, 1938 г. р., (1963-1982). Дочь — Кира (1965 г. р.) Отношения не поддерживали.[7]
- 2-я жена — Макеева Людмила Викторовна, 1955 г. р., актриса и режиссёр театра (1983-2017). Приёмный сын (жены от 1-го брака) — Илья (1980 г. р.)

## Признание и награды
- Заслуженный артист РСФСР (1985)
- Орден Дружбы (1 сентября 1997 года) — за большой вклад в укрепление экономики, развитие социальной сферы и в связи с 850-летием основания Москвы[8]

## Творчество

### Роли в театре
Выездная группа Театра Юного Зрителя, г. Москва
Драматический театр им. К. С. Станиславского, г. Москва
Драматический театр «Сфера», г. Москва
Театр «На Перовской», г. Москва
- «Великая китайская стена» Олег Богаев. Режиссёр: Александр Вартанов — Председатель[9]
- «Половое покрытие» Братья Пресняковы. Режиссёр: Ольга Субботина — Отец[10]

### Фильмография
| Год       |     | Название                                                 | Роль                                                  |
| --------- | --- | -------------------------------------------------------- | ----------------------------------------------------- |
| 1971      | тф  | Назовите ураган «Мария»                                  | белогвардейский офицер                                |
| 1970      | тф  | Секретарь парткома                                       | Василь                                                |
| 1971      | тф  | Всего три недели                                         | Имя персонажа не указано                              |
| 1974      | мтф | Рождённая революцией (2-я серия — «Нападение»)           | Антон Плавский, бандит по кличке «Волк»               |
| 1975      | ф   | Крестьянский сын                                         | Игнат Гомозов, командир партизанского отряда          |
| 1975      | с   | Такая короткая долгая жизнь                              | оперуполномоченный                                    |
| 1976      | ф   | Аты-баты, шли солдаты…                                   | племянник Глебова                                     |
| 1977      | ф   | Четвёртая высота                                         | оператор                                              |
| 1977      | мтф | Талант                                                   | начальник конструкторского бюро                       |
| 1978      | мтф | Д’Артаньян и три мушкетёра                               | палач из Лилля                                        |
| 1978      | ф   | Территория                                               | Монголов, начальник геологической партии              |
| 1979      | ф   | Неожиданный финал                                        | Имя персонажа не указано                              |
| 1979      | ф   | Цыган                                                    | Лысый, главарь банды                                  |
| 1979      | мтф | Сегодня и завтра                                         | Костенец                                              |
| 1979      | ф   | Город принял                                             | Шувалов                                               |
| 1980      | ф   | Полет с космонавтом                                      | секретарь райкома                                     |
| 1980      | ф   | Рождённые бурей                                          | человек в котелке                                     |
| 1982      | мтф | Несколько капель                                         | швейцар                                               |
| 1982      | мтф | Профессия — следователь                                  | Василий, водитель-дальнобойщик                        |
| 1983      | ф   | Обрыв                                                    | Нил Андреевич                                         |
| 1984      | ф   | Канкан в Английском парке                                | Влас, телохранитель                                   |
| 1985      | ф   | Воскресные прогулки                                      | Имя персонажа не указано                              |
| 1985      | мтф | Возвращение Будулая                                      | Лысый, главарь банды                                  |
| 1986      | ф   | Борис Годунов                                            | Карела                                                |
| 1986      | мтф | Конец света с последующим симпозиумом                    | Слуга                                                 |
| 1986      | ф   | Степная эскадрилья                                       | районный начальник                                    |
| 1987      | ф   | Воскресеные прогулки                                     | Имя персонажа не указано                              |
| 1987      | ф   | Наездники                                                | начальник райотдела                                   |
| 1988      | ф   | Защитник Седов                                           | зампредсуда Коренев                                   |
| 1988      | ф   | Город Зеро                                               | официант Курдюмов                                     |
| 1989      | ф   | Грань                                                    | Палыч                                                 |
| 1989      | ф   | Мир в другом измерении                                   | алкаш                                                 |
| 1990      | ф   | Одинокие вместе                                          | Имя персонажа не указано                              |
| 1990      | ф   | Русская рулетка                                          | Имя персонажа не указано                              |
| 1991      | ф   | Затерянный в Сибири                                      | Пашка                                                 |
| 1991      | ф   | Штемп                                                    | полковник                                             |
| 1991      | ф   | Цареубийца                                               | Козлов, медбрат                                       |
| 1990      | ф   | Привал странников                                        | Палёный, уголовник                                    |
| 1991      | ф   | Кислородный голод                                        | дежурный офицер гауптвахты                            |
| 1992      | ф   | Удачи вам, господа!                                      | Виктор Иванович                                       |
| 1992      | мтф | Мушкетёры двадцать лет спустя                            | палач из Лилля                                        |
| 1992      | ф   | Затерянный в Сибири                                      | Пашка                                                 |
| 1992      | ф   | Алиса и букинист                                         | Драгомысленский                                       |
| 1992      | ф   | Аль Шаула                                                | Имя персонажа не указано                              |
| 1993      | ф   | Сны                                                      | министр сельского хозяйства Иван Иванович Курочкин    |
| 1993      | ф   | Русская певица                                           | адвокат генерала Панюкова                             |
| 1993      | ф   | Ваши пальцы пахнут ладаном                               | Ашот Автандилович                                     |
| 1994      | ф   | Тень Алангасара                                          | Тэро                                                  |
| 1994      | ф   | Мастер и Маргарита                                       | Афраний, начальник тайной стражи прокуратора Иудеи    |
| 1994      | ф   | Немой свидетель                                          | сосед                                                 |
| 1995      | ф   | Роковые яйца                                             | начальник ГПУ                                         |
| 1996      | с   | Клубничка                                                | Максим Максимович                                     |
| 1996      | ф   | Ермак                                                    | турецкий вельможа, отец Фариды                        |
| 1996      | с   | Дела смешные - дела семейные                             | Имя персонажа не указано                              |
| 1998      | ф   | «Commander Hamilton» (Швеция)                            | Каспаров                                              |
| 2001—2003 | с   | Кышкин дом                                               | пациент в больнице                                    |
| 2002      | с   | Русские амазонки                                         | Самоха                                                |
| 2002      | ф   | Антикиллер                                               | «Метла», вор в законе                                 |
| 2002      | ф   | Смеситель                                                | учитель пения, из школьного воспоминания тётя Риты    |
| 2003      | с   | Саша+Маша                                                | Гоша, отец Саши                                       |
| 2003      | ф   | Дневной представитель                                    | Бенито                                                |
| 2003      | с   | Москва. Центральный округ                                | Имя персонажа не указано                              |
| 2003      | ф   | Антикиллер 2: Антитеррор                                 | «Метла», вор в законе                                 |
| 2004      | ф   | Я люблю тебя                                             | сторож                                                |
| 2004      | ф   | Слушатель                                                | дедушка                                               |
| 2004      | ф   | Квартирка                                                | Юрий Борисович                                        |
| 2004      | с   | Наваждение                                               | дед                                                   |
| 2004      | ф   | Московская жара                                          | бомж                                                  |
| 2004      | с   | Даша Васильева—2                                         | Медведев                                              |
| 2004      | с   | Ландыш серебристый—2                                     | губернатор                                            |
| 2004      | с   | Парни из стали                                           | криминальный авторитет Дед                            |
| 2004      | с   | Боец                                                     | Головня                                               |
| 2005      | с   | Слепой—2                                                 | Вадимыч                                               |
| 2005      | с   | Есенин                                                   | патологоанатом                                        |
| 2005      | ф   | Анна                                                     | Валерий Порфирыч                                      |
| 2005      | с   | МУР есть МУР — 3                                         | Палёный                                               |
| 2005      | ф   | Сага древних булгар. Лествица Владимира Красное Солнышко | Путша                                                 |
| 2006      | с   | Парижане                                                 | Сысоев                                                |
| 2007      | с   | Колобков. Настоящий полковник!                           | Никифоров                                             |
| 2007      | с   | Счастливы вместе                                         | Будду                                                 |
| 2007      | с   | Завещание Ленина                                         | зек столяр-лингвист                                   |
| 2007      | с   | Бегущая по волнам                                        | адвокат                                               |
| 2007      | ф   | Дюймовочка                                               | Жук-секретарь                                         |
| 2007      | с   | Тунгусский метеорит                                      | Имя персонажа не указано                              |
| 2007      | с   | Колобков. Настоящий полковник!                           | Никифоров                                             |
| 2008      | ф   | Воротилы                                                 | Константин Иванович Парамонов, криминальный авторитет |
| 2009      | с   | Стая                                                     | Степан                                                |
| 2009      | с   | Город соблазнов                                          | Кеша, дядя Маши                                       |
| 2009      | ф   | Русский крест                                            | старик в деревне                                      |
| 2010      | ф   | Совет да любовь                                          | Джим                                                  |
| 2010      | с   | Братаны—2                                                | «Надоть», правая рука «Горба»                         |
| 2010      | ф   | Старики                                                  | Кондрат                                               |
| 2010      | ф   | Слон                                                     | паромщик                                              |
| 2011      | с   | Бомбила (телесериал)                                     | Зырянов («Солёный»), рецидивист                       |
| 2011      | с   | Товарищи полицейские (серия №24 "На вершине горы")       | «Вагай», информатор                                   |
| 2012      | ф   | Одинокий волк                                            | «Туз», вор в законе                                   |
| 2013      | ф   | Волшебный кубок Роррима Бо в 3D                          | бабка-бородавка                                       |
| 2013      | ф   | Репетиции                                                | Юрий Борисович, худрук театра                         |

### Озвучивание мультфильмов
| Год  |     | Название                            | Роль                     |
| ---- | --- | ----------------------------------- | ------------------------ |
| 2004 | мтф | Новогоднее приключение двух братьев | Имя персонажа не указано |
| 2006 | мтф | Новогодняя фантазия Кота-Мурлыки    | Имя персонажа не указано |